# Birmingham
Birmingham (oficialmente Cidade e Distrito Metropolitano de Birmingham; em inglês:  City and Metropolitan Borough of Birmingham) é uma cidade e distrito metropolitano do condado de Midlands Ocidentais (em inglês: West Midlands), na Inglaterra, país constituinte do Reino Unido. Está situada no centro-oeste da Inglaterra, região central da Grã-Bretanha. Em termos populacionais, é a segunda maior cidade da Inglaterra e do Reino Unido da Grã-Bretanha e Irlanda do Norte, atrás apenas da capital Londres. Com uma população estimada em 2019  de 1 149 360 habitantes, integra a conurbação de West Midlands, cuja população no mesmo período foi estimada em 2 440 986 residentes, a segunda mais populosa do Reino Unido em termos urbanos, que pode se estender para 3 701 107 quando considerada sua área metropolitana, que em 2014 foi a terceira área metropolitana britânica mais populosa. 
Historicamente, a primeira ocupação do local onde hoje se ergue a cidade foi oficialmente documentada em 1166, na forma de um pequeno povoado. Durante a Idade Média, a localidade cresceu em termos populacionais e ganhou certa relevância econômica, mas foi apenas no século XVIII que Birmingham experimentou uma explosão de crescimento populacional e econômica, com o advento da Revolução Industrial, da qual a cidade foi um dos primeiros e mais bem sucedidos centros.
A Birmingham da atualidade é uma cidade moderna e um importante polo de transportes, eventos, finanças e conferências dentro do Reino Unido. Em 2010, segundo estudos da Globalization and World Cities Research Network classificada como uma Cidade Global Beta, sendo a terceira cidade do Reino Unido mais bem classificada, atrás apenas de Londres e Manchester em influência no cenário global, segundo a entidade. O Produto Interno Bruto a preços constantes de Grande Birmingham alcançou 121 000 milhões de dólares, sendo no período, a segunda economia metropolitana dentro do Reino Unido, respondendo naquele ano por cerca de 5% do PIB em PPC britânico.
A cidade foi berço de algumas das bandas mais influentes de heavy metal, como Black Sabbath e Judas Priest, e também de bandas de rock como Electric Light Orchestra, Duran Duran, Slade e The Moody Blues.

## Etimologia
O nome Birmingham deriva do inglês antigo Beormingahām, que significa o lar ou assentamento dos Beormingas – uma tribo ou clã cujo nome significa literalmente "povo de Berna" e que pode ter formado uma unidade inicial da administração anglo-saxônica. Beorma, que dá nome à tribo, pode ter sido seu líder na época do assentamento anglo-saxão, um ancestral compartilhado ou uma figura tribal mítica. Nomes de lugares terminados em -ingahām são característicos de assentamentos primários estabelecidos durante as primeiras fases da colonização anglo-saxônica, sugerindo que Birmingham provavelmente existia já no início do século VII. Os assentamentos vizinhos com nomes terminados em -tūn (fazenda), -lēah (clareira na floresta), -worð (cercado) e -field (campo aberto) são provavelmente assentamentos secundários criados pela expansão posterior da população anglo-saxônica, em alguns casos talvez em sítios britânicos anteriores.

## História

### Pré-história e medieval
Há evidências de atividade humana inicial na área de Birmingham que datam de cerca de 8000 a.C. com artefatos da Idade da Pedra sugerindo assentamentos sazonais, grupos de caça noturnos e atividades florestais, como derrubada de árvores. Os muitos montes queimados que ainda podem ser vistos ao redor da cidade indicam que os humanos modernos se estabeleceram e cultivaram intensivamente a área durante a Idade do Bronze, quando um influxo populacional substancial, mas de curta duração, ocorreu entre 1700 a.C. e 1000 a.C., possivelmente causado por conflitos ou imigração na área circundante. Durante a conquista romana da Grã-Bretanha no século I, a região florestal do Planalto de Birmingham formou uma barreira ao avanço das legiões romanas, que construiu o grande Forte Metchley na área da atual Edgbaston em 48 d.C., e fez dela o foco de uma rede de estradas romanas. Birmingham foi posteriormente estabelecida pelos Beormingas por volta do século VI ou VII como um pequeno assentamento na então densamente florestada região de Arden, na Mércia.
O desenvolvimento de Birmingham em um importante centro urbano e comercial começou em 1166, quando o Lorde do Solar Peter de Bermingham obteve uma carta para realizar um mercado em seu castelo, e seguiu com a criação de uma cidade mercantil planejada e um distrito senhorial dentro de seu domínio ou propriedade senhorial, ao redor do local que se tornou o Bull Ring. Isso estabeleceu Birmingham como o principal centro comercial do Planalto de Birmingham em uma época em que a economia da área estava se expandindo rapidamente, com o crescimento populacional nacional levando à limpeza, cultivo e assentamento de terras anteriormente marginais. Dentro de um século da carta, Birmingham havia se tornado um próspero centro urbano de comerciantes e artesãos. Em 1327, era a terceira maior cidade de Warwickshire, uma posição que manteria pelos próximos 200 anos. Um século após a carta, Birmingham havia se tornado um próspero centro urbano de comerciantes e artesãos. Em 1327, era a terceira maior cidade de Warwickshire, uma posição que manteria pelos próximos 200 anos.

### Início da modernidade
As principais instituições governamentais da Birmingham medieval – incluindo a Guilda da Santa Cruz e o senhorio da família de Birmingham – entraram em colapso entre 1536 e 1547, deixando a cidade com um grau excepcionalmente alto de liberdade social e econômica e iniciando um período de transição e crescimento.
A importância da fabricação de produtos de ferro para a economia de Birmingham foi reconhecida já em 1538 e cresceu rapidamente à medida que o século avançava. Igualmente significativo foi o papel emergente da cidade como um centro para os comerciantes de ferro que organizavam as finanças, forneciam matérias-primas e comercializavam e comercializavam os produtos da indústria. Por volta de 1600, Birmingham formou o centro comercial de uma rede de forjas e fornos que se estendia do sul do País de Gales a Cheshire e seus comerciantes vendiam produtos manufaturados acabados em lugares tão distantes quanto as Índias Ocidentais. Esses vínculos comerciais deram aos metalúrgicos de Birmingham acesso a mercados muito mais amplos, permitindo-lhes diversificar de ofícios menos qualificados, produzindo produtos básicos para venda local, para uma gama mais ampla de atividades especializadas, mais qualificadas e mais lucrativas.

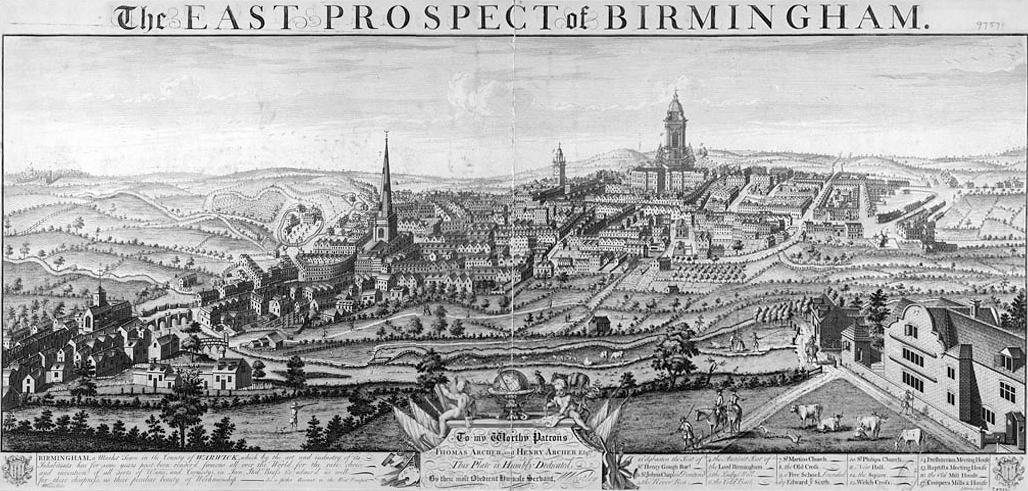
The East Prospect of Birmingham (1732), gravura de William Westley

Na época da Guerra Civil Inglesa, a economia em expansão de Birmingham, sua população em expansão e seus altos níveis resultantes de mobilidade social e pluralismo cultural fizeram com que desenvolvesse novas estruturas sociais muito diferentes daquelas de áreas mais estabelecidas. Os relacionamentos foram construídos em torno de vínculos comerciais pragmáticos, em vez do paternalismo rígido e da deferência da sociedade feudal, e as lealdades às hierarquias tradicionais da igreja e da aristocracia estabelecidas eram fracas. A reputação da cidade por radicalismo político e suas fortes simpatias parlamentares a fizeram ser atacada por forças realistas na Batalha de Birmingham em 1643, e se tornou um centro de puritanismo na década de 1630 e como um refúgio para não-conformistas a partir da década de 1660.
Em 1700, a população de Birmingham havia aumentado quinze vezes e a cidade era a quinta maior da Inglaterra e do País de Gales. O século XVIII viu essa tradição de livre-pensamento e colaboração florescer no fenômeno cultural agora conhecido como Iluminismo das Midlands. A cidade se desenvolveu em um centro notável de atividade literária, musical, artística e teatral; e seus principais cidadãos – particularmente os membros da Sociedade Lunar de Birmingham – tornaram-se participantes influentes na circulação de ideias filosóficas e científicas entre a elite intelectual da Europa. A estreita relação entre os principais pensadores iluministas de Birmingham e seus principais fabricantes – em homens como Matthew Boulton e James Keir, eles eram frequentemente as mesmas pessoas – tornou-a particularmente importante para a troca de conhecimento entre a ciência pura e o mundo prático da manufatura e da tecnologia. Isso criou uma "reação em cadeia de inovação", formando um elo fundamental entre a Revolução Científica anterior e a Revolução Industrial que se seguiria.

### Revolução Industrial

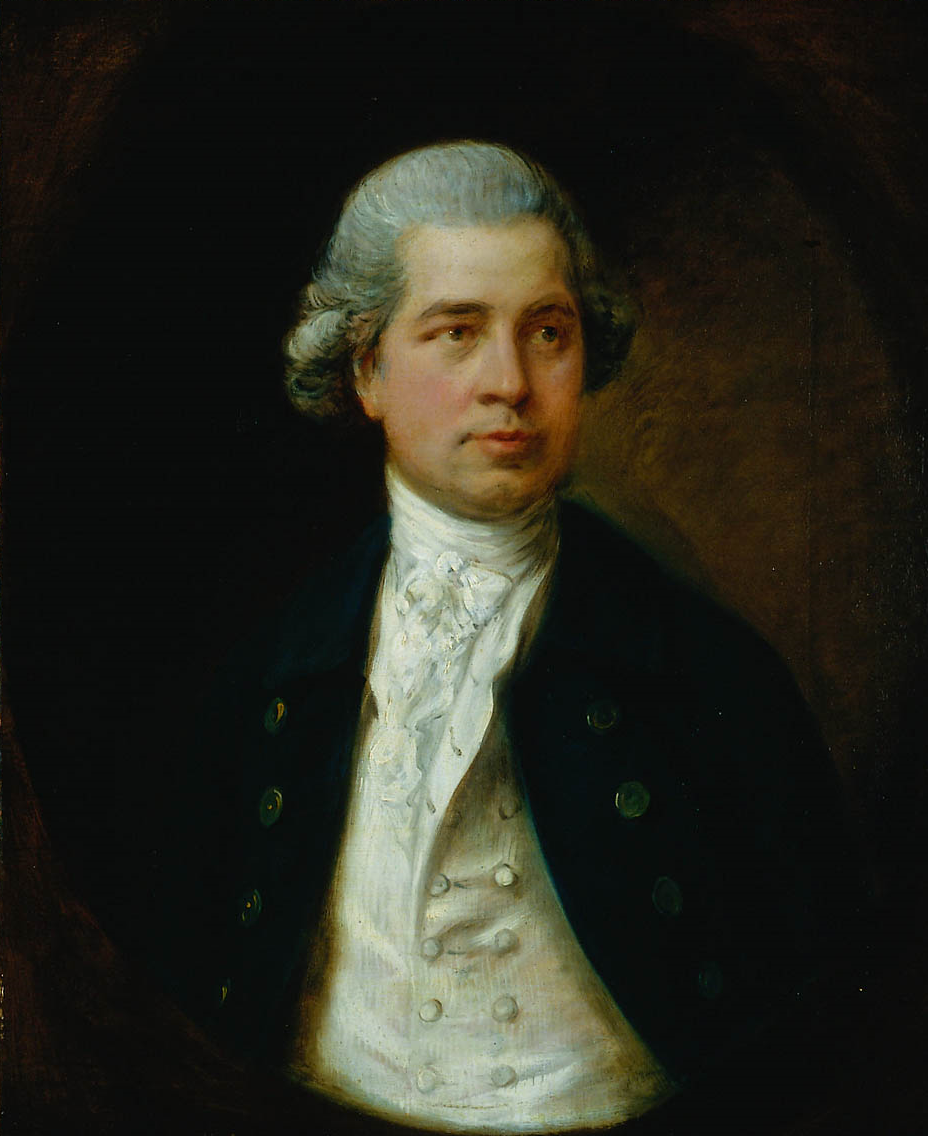
John Taylor, c. 1778 por Thomas Gainsborough, Museu de Belas Artes, Boston

A partir do século XVI, o comércio de minério de ferro e carvão levou ao estabelecimento de indústrias metalúrgicas. Durante a Guerra Civil Inglesa, no século XVII, Birmingham tornou-se uma importante cidade industrial. A fabricação de armas tornou-se uma especialidade e concentrou-se na área conhecida como "Gun Quarter". Durante a Revolução Industrial (a partir de meados do século XVIII), Birmingham cresceu rapidamente e prosperou. A população de Birmingham cresceu de 15.000 habitantes no final do século XVII para 70.000 habitantes um século depois.
Durante o século XVIII, Birmingham foi sede da Sociedade Lunar, um importante grupo de pensadores e industriais. John Taylor (1738-1814), um industrial, era dono das propriedades de Bordesley Park e Moseley Hall, perto de Birmingham. Ele teve seu retrato e o de sua esposa pintados por Thomas Gainsborough por volta de 1778; essas pinturas estão agora no Museu de Belas Artes de Boston, e na Galeria Nacional de Arte de Washington, D.C., respectivamente.
Birmingham chegou à vanguarda da política inglesa no início do século XIX com Thomas Attwood, líder da União Política de Birmingham, que levou o país à beira da guerra civil durante os Dias de Maio que antecederam a Lei da Reforma de 1832. O sistema de canais, que vinha sendo escavado desde meados do século XVIII, foi ampliado em 1820, proporcionando maior acesso aos recursos naturais para a indústria de energia. A primeira usina de gás pública em Birmingham foi construída em 1816, e a primeira fábrica do mundo a ser iluminada a gás foi a Boulton & Watt em Smethwick, adjacente a Birmingham. A ferrovia chegou a Birmingham em 1837 e, um ano depois, a linha Londres até Birmingham foi inaugurada. Na era vitoriana, a população de Birmingham rapidamente atingiu meio milhão de habitantes, e o centro da cidade se tornou a segunda maior conurbação da Inglaterra.
Em 1889, a Rainha Vitória concedeu a Birmingham o status de cidade e, em 1896, o cargo de Lorde Prefeito foi concedido por Carta Patente. Joseph Chamberlain, Prefeito de Birmingham, deputado e posteriormente Secretário Colonial, e seu filho Arthur Neville Chamberlain, também Prefeito de Birmingham e Primeiro-Ministro Britânico, são duas das figuras mais famosas que viveram em Birmingham. A cidade fundou sua própria universidade em 1900.

### Século XX
Birmingham sofreu com os bombardeios durante a Segunda Guerra Mundial, mas foi amplamente reconstruída durante as décadas de 1950 e 1960. Grandes prédios de apartamentos altos foram construídos, como o Castle Vale. O Bull Ring foi reconstruído e a Estação New Street foi reconstruída. Após a Segunda Guerra Mundial, a composição étnica de Birmingham mudou significativamente, à medida que recebia ondas de imigração da Commonwealth. A população da cidade atingiu o pico em 1951, com 1.113.000 habitantes.
Birmingham permaneceu de longe a cidade provinciana mais próspera da Grã-Bretanha até o final da década de 1970, com renda familiar até superior à de Londres e do Sudeste. Mas sua diversidade econômica e capacidade de regeneração declinaram nas décadas seguintes à Segunda Guerra Mundial, à medida que o governo central buscava restringir o crescimento da cidade e dispersar a indústria e a população por áreas estagnadas da Escócia, País de Gales e norte da Inglaterra. Essas medidas prejudicaram o crescimento da cidade, que se tornou cada vez mais dependente da indústria automobilística. A recessão do início da década de 1980 viu o colapso da economia de Birmingham, com níveis de desemprego sem precedentes e surtos de agitação social nos distritos centrais da cidade.
Nos últimos anos, a paisagem urbana de Birmingham vem se transformando, com a construção de novas praças, como a Centenary Square e a Millennium Square, e a revitalização de antigas áreas industriais, como Brindleyplace, The Mailbox e o Centro Internacional de Convenções. Ruas, prédios e canais antigos estão sendo restaurados, e passagens subterrâneas estão sendo removidas. Esses empreendimentos são conhecidos como o Plano da Grande Cidade. Birmingham sediou a Cúpula do G8 em 1998 e foi sede dos Jogos da Commonwealth de 2022.
Em setembro de 2023, a Câmara Municipal de Birmingham declarou falência em meio à alta inflação no Reino Unido e a um aumento repentino nas falências municipais em todo o país. Incapaz de equilibrar seu orçamento conforme exigido por lei sem assistência governamental, a Câmara Municipal se colocou sob a proteção da Seção 114, o que significa que apenas as despesas essenciais seriam mantidas. O prefeito trabalhista John Cotton atribuiu a culpa a várias despesas excepcionais, como uma condenação por violação da Lei da Igualdade de Gênero e a instalação de um novo sistema de TI. Ele também denunciou os cortes de verbas concedidos por sucessivos governos conservadores.

## Demografia
Birmingham é a cidade britânica mais populosa do Reino Unido depois de Londres. Segundo a censura de 2021, há uma população de 1.144.919 habitantes, o que representa um aumento de 6,7% em relação à censura de 2011. A área de Midlands Urban West tem uma população de 2.440.986 (censo de 2011). A área metropolitana de Birmingham também é a segunda mais povoada do Reino Unido, com uma população de 3.683.000. Depois do censo britânico de 2001, a população de Birmingham era de 977.087 habitantes, depois de ter caído desde que alcançou um máximo de 1.112.685 no censo de 1951.
A densidade populacional é de 4.275 hab./km².
Desde a censura de 2021, as mulheres representavam 51,1% da população e os homens, 48,9%. Os 65,9% da população estavam entre 15 e 64 anos.
Birmingham é uma cidade etnicamente e culturalmente diversa. De acordo com o censo de 2021, 48,7% da população é branca (42,9% são de origem britânica, 1,5% são de origem irlandesa, 4,0% são de outras origens, 0,2% são ciganos e 0,1% são nômades irlandeses); 31,0% são asiáticos (17,0% são paquistaneses, 5,8% são indianos, 4,2% são bengaleses, 1,1% são chineses e 2,9% são de outras origens); 10,9% são de ascendência africana (5,8% são africanos, 3,9% são caribenhos e 1,2% são de outras origens); 4,8% são mestiços; 1,7% são árabes e 2,9% são de outras raças.
Em 2011, 57% dos alunos do ensino fundamental e 52% dos alunos do ensino médio vieram de famílias britânicas não brancas.

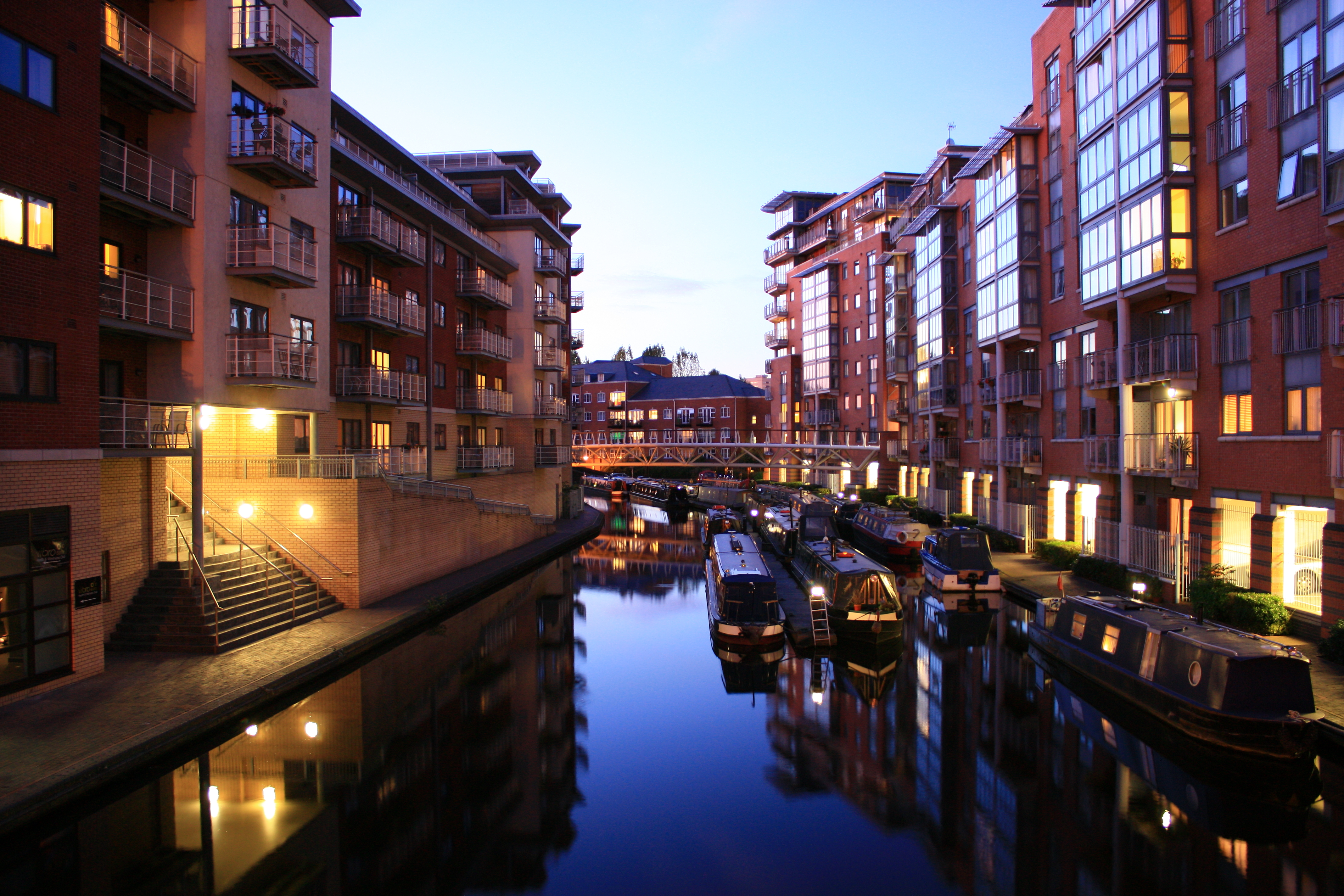
Apartamentos de alta densidade no centro da cidade.

A Grande Zona Urbana (LUZ) de Birmingham tinha uma população de 2.357.100 habitantes em 2004, segundo estimativas do Eurostat. Além da própria Birmingham, a LUZ inclui os distritos metropolitanos de Dudley, Sandwell, Solihully e Walsall, além dos distritos de Lichfield, Tamworth, North Warwickshire e Bromsgrove.

## Economia
Durante a Revolução Industrial, Birmingham e a região floresceram. Espadas, canhões, pistolas, relógios, joias, vagões ferroviários e máquinas a vapor eram fabricados em fábricas. Embora Birmingham esteja a mais de 100 quilômetros do mar, navios eram construídos lá. As peças pré-fabricadas eram montadas na costa.
Em 1836, foi inaugurada a primeira agência do Midland Bank, que se tornou um dos maiores bancos do país. Hoje, o Midland Bank faz parte do grupo HSBC. Até 2003, as moedas eram cunhadas na Casa da Moeda de Birmingham, a casa da moeda independente mais antiga do mundo. Birmingham é um centro das indústrias de cerveja e chocolate. Carros para o Grupo MG Rover também são fabricados lá.
Embora a indústria ainda desempenhe um papel significativo, ela está sendo lenta, mas seguramente, superada pelo setor de serviços. O setor financeiro e o turismo também estão se tornando cada vez mais importantes.

## Cultura
Birmingham possui diversos teatros, salas de concerto, museus e galerias. A cidade desempenhou um papel pioneiro na cultura do grafite e do hip-hop. Inúmeros eventos culturais são realizados lá, incluindo o Festival de Cinema de Birmingham, a tatuagem militar Birmingham Tattoo e o quarto maior desfile do Dia de São Patrício do mundo (depois de Dublin, Londres e Nova York).

### Teatro, balé e música clássica
Os principais teatros de Birmingham incluem o Birmingham Hippodrome, o New Alexandra Theatre ('The Alex'), o Birmingham Repertory Theatre ('The Rep'), que tem sua própria companhia de teatro, e o Old Rep.
O Birmingham Royal Ballet, que surgiu do Sadler's Wells Theatre Ballet de Londres, está sediado no Hipódromo de Birmingham desde 1990. A companhia possui sua própria orquestra sinfônica, a Royal Ballet Sinfonia, que também se apresenta de forma independente no Birmingham Hall. A Orquestra Sinfônica da Cidade de Birmingham está sediada no Symphony Hall. A orquestra, especialmente sob a regência de seu maestro Simon Rattle (1980-1998), conquistou reconhecimento mundial. Uma terceira orquestra sediada em Birmingham é a Orquestra Filarmônica de Birmingham, semiprofissional. O conservatório da cidade, o Conservatório de Birmingham, é renomado internacionalmente.

### Música popular
No final da década de 1960, o movimento heavy metal surgiu em Birmingham, com bandas como Black Sabbath. The Fortunes, The Move e Robert Plant, vocalista do Led Zeppelin, também vieram de Birmingham.
A empresa Bradmatic, sediada em Birmingham, desenvolveu e fabricou o Mellotron, um dos primeiros sintetizadores utilizáveis, embora ainda inteiramente mecânico. O Mellotron teve uma influência significativa no rock sinfônico, como, por exemplo, no grupo Moody Blues, de Birmingham.
Outras bandas que começaram aqui incluem The Spencer Davis Group, Judas Priest, Bolt Thrower, Napalm Death, Traffic, Electric Light Orchestra e Duran Duran.
Além disso, cantores e compositores como Steve Winwood, Phil Lynott (do Thin Lizzy), Jeff Lynne e Joan Armatrading, assim como o baterista Carl Palmer (do Emerson, Lake & Palmer), originaram-se em Birmingham ou iniciaram suas carreiras lá.
Após a imigração caribenha na década de 1970, o reggae tornou-se cada vez mais importante; seu representante mais conhecido é o UB40. Na década de 1980, outras bandas de Birmingham, como Duran Duran e Dexys Midnight Runners, alcançaram fama internacional. Na década de 1990, Birmingham tornou-se o centro do hip-hop britânico, da house music e do rap bhangra com influência indiana.

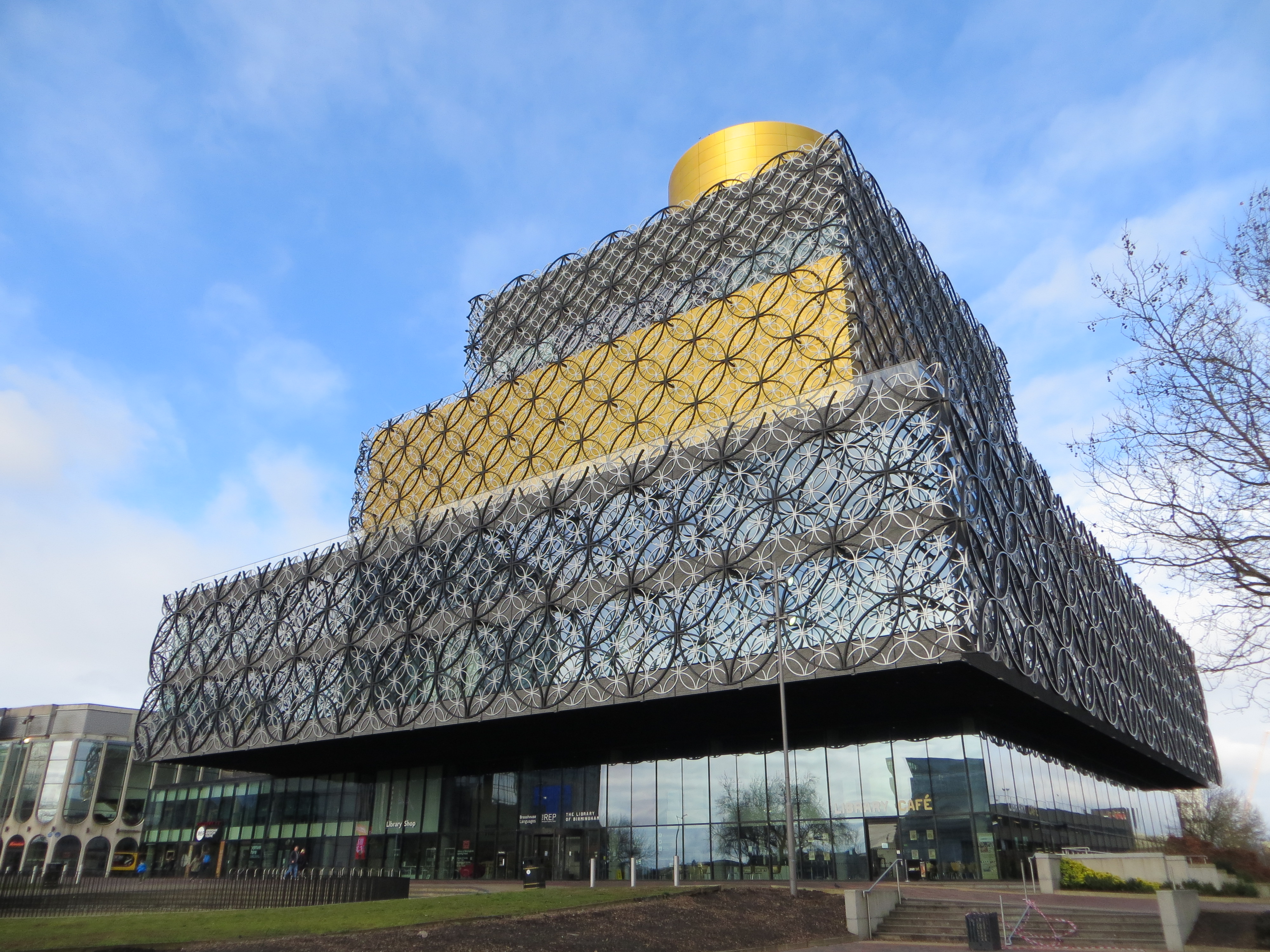
Livraria de Birmingham

Vários escritores famosos viveram em Birmingham e escreveram obras famosas lá:
- Arthur Conan Doyle, autor dos livros de Sherlock Holmes, morou no subúrbio de Aston

- Barbara Cartland, conhecida por seus romances, também conhecidos como A Dama de Rosa, nasceu no subúrbio de Edgbaston.

- J.R.R. Tolkien, autor de O Senhor dos Anéis, passou grande parte de sua infância em Birmingham e arredores.

## Educação
Birmingham tem três universidades: a Universidade de Birmingham, a Universidade Aston e a Universidade da Inglaterra Central (anteriormente conhecida como Politécnico de Birmingham). O conservatório de Birmingham, com mais de um século de existência, é um dos mais renomados do país.

## Política

Bandeira da Câmara Municipal

O Conselho Municipal de Birmingham é a autoridade municipal mais populosa da Grã-Bretanha, após a reorganização administrativa em junho de 2004, com 120 vereadores representando pouco mais de um milhão de pessoas, em 40 distritos. Após as eleições locais de 22 de maio de 2014, o Partido Trabalhista conquistou 77 vereadores, o Partido Conservador, 31, e os Liberais Democratas, 12.
A cidade é atualmente governada pelo Partido Trabalhista. O líder do Conselho é Sir Albert Bore (E).
Birmingham é representada na Câmara dos Comuns por dez deputados. Destes, oito são trabalhistas, um conservador e um liberal-democrata.

## Imagens da Cidade de Birmingham

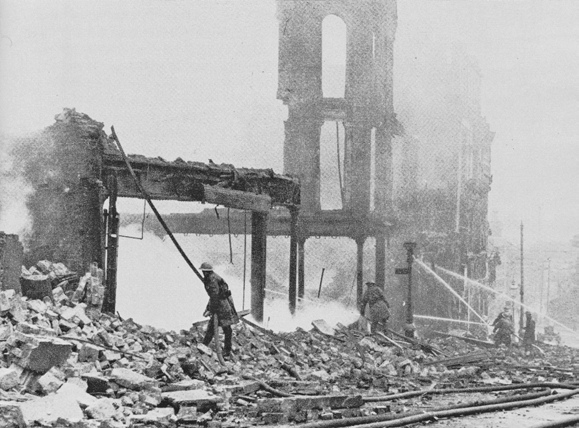
Destruição da cidade Birmingham,em Bull Ring durante a Segunda Guerra em 1940.

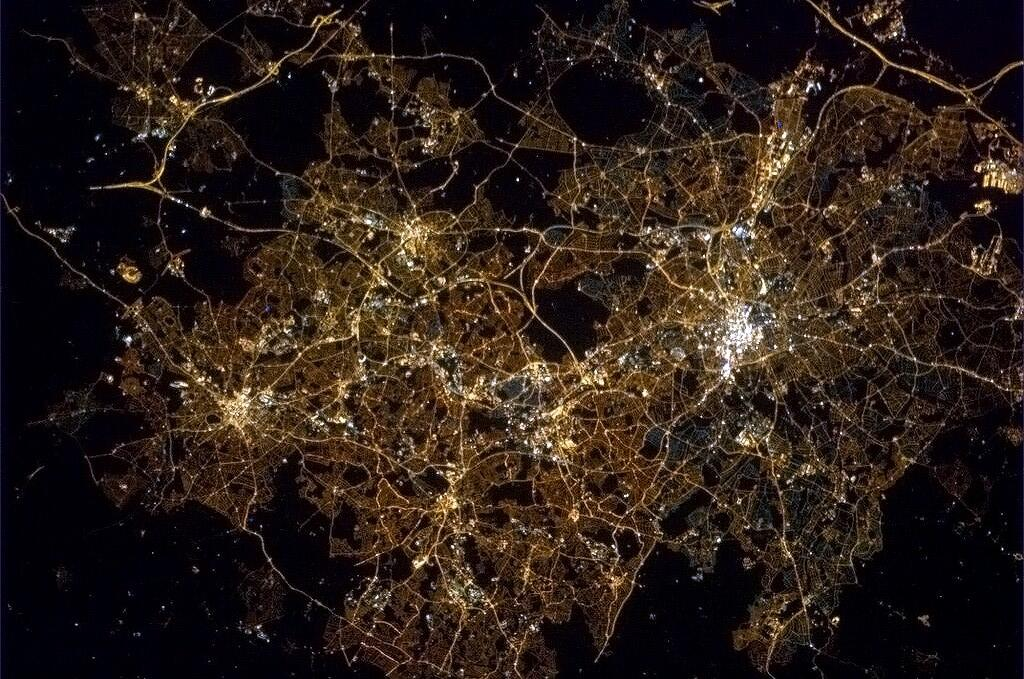
Foto noturna tirada do satélite Estação Espacial Internacional da cidade de Birmingham, em abril de 2013.

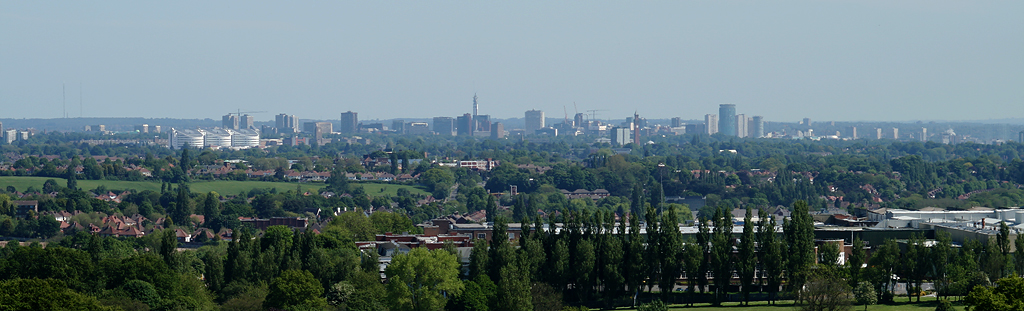
Vista panorâmica da cidade de Birmingham.

## Cidades-irmãs
- Cantão[45]
- Chicago
- Frankfurt[46]
- Johannesburg
- Lyon[47]
- Lipsía
- Milão[48]